# Kolmanskop
Kolmanskop ( Afrikanščina Colemanova glava, nemško Kolmannskuppe ) je mesto duhov v Namibu v južni Namibiji, 10 km od pristaniškega mesta Lüderitz . Ime je dobil po vozniku Johnnyja Colemana, ki je med peščeno nevihto zapustil volovski voz na majhnem naklonu nasproti naselja.  Nekoč je bila to majhna a zelo bogata rudarska vas, ki je zdaj turistična destinacija s katero upravlja podjetje Namibija- De Beers . 
Leta 1908 je delavec Zacharias Lewala med delom na tem področju našel diamant in ga pokazal svojemu nadzorniku, nemškemu železniškemu inšpektorju Augustu Stauchu. Ugotovili so, da je območje bogato z diamanti zato so območje naselili nemški rudarji, kmalu zatem pa je nemško cesarstvo razglasilo veliko območje za " Sperrgebiet ", in začeli so izkoriščati diamantno polje. 
Zaradi enormnega bogastva prvih rudarjev so prebivalci zgradili vas v arhitekturnem slogu nemškega mesta z rekreacijskimi prostori in institucijami vključno z bolnišnično, dvorano, elektrarno, šolo, dvorano za kegljanje, gledališčem, športno dvorano, igralnico, tovarno ledu, prvo rentgenskao postajo na južni polobli in prvim tramvajem v Afriki. Vas je imela železniško povezavo z Lüderitzom . 
Zaton mesta se je začel po drugi svetovni vojni ko se je diamantno polje počasi izčrpalo. Do zgodnjih 50. let je bilo območje v upadu. Propadanje mesta je pospešilo odkritje, leta 1928, najbogatejših diamantnih polj, ki so jih kdaj poznali, na plaž 270 km južno od Kolmanskopa v bližini reke Orange. Mnogi prebivalci mesta so se pridružili hitenja na jugu pri čemer so zapustili svoje domove in posest. Nova najdba diamantov je le zahtevala pregledovanje plaž v nasprotju z zahtevnejšim rudarstvom. Mesto je bilo dokončno opuščeno leta 1956. Zaradi geoloških sil puščave je mesto prekril pesek tako da danes turisti hodijo po hišah do kolen v pesku. Kolmanskop je priljubljen pri fotografih zaradi postavitve puščavskega peska, ki je prekril nekoč uspešno mesto, in sušnega podnebja, ki ohranja tradicionalno edvardijsko arhitekturo na tem območju. Zaradi svoje lokacije v prepovedanem območju ( Sperrgebiet ) puščave Namib, turisti potrebujejo dovoljenje za vstop v mesto. 

## V popularni kulturi
- Kolmanskop je bil uporabljen kot lokacija za južnoafriško televizijsko serijo The Mantis Project (1985). Režija: Manie van Rensburg, producent Paul Kemp, avtor zgodbe John Cundill, in igralkama Mariusa Weyersa in Sandro Prinsloo .
- Mesto je bilo uporabljeno kot ena od lokacij v filmu Dust Devil iz leta 1993.
- Film "Kralj je živ" je bil posnet v Kolmanskopu leta 2000, mesto pa je bilo uporabljeno kot glavni filmski prizor. [3]
- Mesto je bilo predstavljeno v epizodi leta 2010 Life After People . Ta epizoda je bila osredotočena na vplive vetra in peska na raznolike zgradbe in razstavljene prostore, ki so bili polni s peskom.
- Mesto je bilo uporabljeno kot ena od lokacij v filmu Lunarcop iz leta 1994.
- Mesto je bilo uporabljeno v prvi epizodi serije Wonders of the Universe, ki je pomagala razložiti entropijo in njen učinek na čas.
- Televizijska serija Destination Truth je v eni od svojih epizod raziskovala Kolmanskop, za katerega se je govorilo, da v njem straši.
- Tim Walker je maja 2011 fotografiral Agyness Deyn v Kolmanskopu v Namibiji za Vogue UK .
- V nenarativnem filmu Samsara iz leta 2011 so prikazani posnetki, posneti v Kolmanskopu. [4]
- Predstavljen leta 2011 v sezoni 1, epizoda 2 Namibija / Bodie televizijske oddaje "Pozabljeni planet"
- Govorili so, da ima Kolmanskop paranormalno prisotnost. Trditve so bile predstavljene v paranormalni dokumentarni oddaji Destination Truth .
- Nekateri zunanji prizori opustošene kalifornijske pokrajine v postapokaliptični TV-seriji Fallout so bili posneti v Kolmanskopu.[5]

## Galerija
- Znak mesta Kolmannskuppe .
- Zapuščene hiše na Kolmanskopu.
- Zapuščene hiše.
- Po depopulaciji je v hiše prodrl pesek.
- Hiša nekdanjega vodje rudnika.
- Glavni pogled na Kolmannskuppe .
- Pogled na Kolmanskop iz zraka.
- Tovarna ledu
- Spalnica
- Hiša učitelja
- 10 Pfennig žig s poštnega žiga Kolmannskuppe 19. 1. 12
- V dvorani Kolmanskop
- Pogled na Kolmanskop iz leta 2017

## Poglej tudi
- Zaliv Elizabeth